# Peroj
Peroj (Italiaans: Peroi; Montenegrijns: Перој) is een klein Kroatisch dorpje in de gemeente Vodnjan en ligt in het zuidwestkust van Istrië. Het dorp heeft ongeveer 400 inwoners.

## Geschiedenis
De geschiedenis van het dorp dateert uit de kopertijd. Dit is ontdekt op een begraafplaats binnen de oude stadsmuren. In de loop van de tijd hebben hier verschillende families gewoond. Tijdens de bezetting van de Romeinen heette het Pedro en was het een toeristisch dorp.
In 1562 was Peroj bijna uitgestorven door de ziektes zoals malaria en de pest. Leonardo Foiranvanti heeft toen uit Bologna 124 boerenfamilies naar deze regio gebracht. Sommige van deze boeren hebben zich toen in Peroj gevestigd. De inwoners van Pula vonden dat deze boeren hun grondgebied binnendrongen en begonnen met pesterijen. Hierdoor werden de boerenfamilies gedwongen het gebied te verlaten.
In 1578 werden Grieksefamilies naar het gebied gebracht en tussen 1580 en 1583 kwamen meerdere families uit het Griekse Nauplia en 25 van deze families gingen in Peroj wonen. Ook kwamen er 25 families uit Cyprus. In 1585 deden de families uit Nauplia afstand van het geschonken land en verlieten het gebied, anderen stierven door de plagen die de regio teisterden. Uiteindelijk woonden er in 1644 slechts 3 mensen in Peroj.
In 1657 besloot de doge van Venetië Giovanni Pesaro om het inwonersaantal van het dorp te laten groeien. Dit deed hij door 13 families met Montenegrijnse achtergrond en orthodoxe religie, die waren ontsnapt aan de Turkse bezetting, naar Peroj te brengen.
In de 19de eeuw werd de orthodoxe kerk van San Spiridione gebouwd wegens hun aanwezigheid. Tot recent werd nog de Montenegrijnse taal geleerd op de scholen.

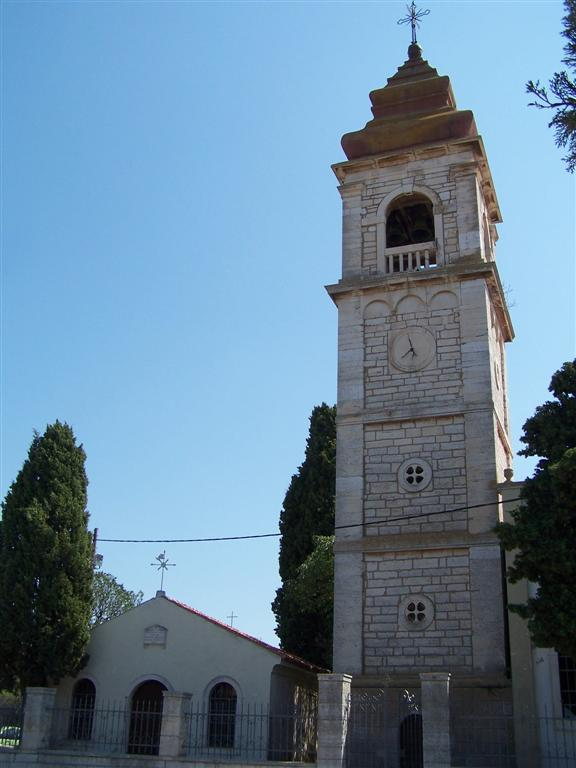
San Spiridione kerk

Plaatsen in Istrië: Banjole · Bertoki · Buje · Buzet · Fažana · Hum · Izola · Jagodje · Koper · Koromačno · Labin · Lucija · Medulin · Motovun · Muggia · Novigrad · Pazin · Peroj · Piran · Portorož · Poreč · Premantura ·  Pula · Rabac Luka · Ravni · Roč · Rovinj · Savudrija · Škocjan · Stalije · Štinjan · Trget · Umag · Višnjan · Vodnjan · Vrsar
Taal in Istrië: Čakavisch · Istriotisch · Istro-Roemeens · Italiaans · Sloveens · Kroatisch · Venetiaans
Andere artikelen over Istrië: Golf van Triëst · Istrische Democratische Assemblee · Italianisering · Baai van Koper · Baai van Muggia · Baai van Piran · Kvarner · Lim · Mario Andretti · Nino Benvenuti · Sergio Endrigo · Učka